# David Hall
David Connolly Hall (ur. 1 maja 1875 w Sherbrooke w prowincji Quebec w Kanadzie, zm. 27 maja 1972 w Seattle) – amerykański lekkoatleta średniodystansowiec, medalista olimpijski z Paryża z 1900.
W czasie igrzysk olimpijskich w 1900 w Paryżu wziął udział w dwóch konkurencjach. W biegu na 800 metrów zwyciężył w eliminacjach z czasem 1:59,0, co było nowym rekordem olimpijskim. W finale został potrącony i stracił but, ale mimo tego zajął 3. miejsce. W biegu na 1500 metrów rozegrano od razu finał, w którym zajął 4. miejsce.
Ukończył studia na Brown University, następnie na University of Chicago w 1903 i na Rush Medical College w 1907. Nauczał przez 2 lata w University of Oklahoma, a później został profesorem higieny na University of Washington, gdzie wykładał do 1947. Podczas I wojny światowej służył w korpusie sanitarnym na froncie włoskim, osiągając stopień pułkownika.